# Slanke wormslang
De slanke wormslang of Europese wormslang (Xerotyphlops vermicularis) is een kleine slang uit de familie wormslangen (Typhlopidae).

## Naam en indeling
De wetenschappelijke naam van de soort werd voor het eerst voorgesteld door Blasius Merrem in 1820. Oorspronkelijk werd de wetenschappelijke naam Anguis lumbricalis gebruikt. De slang werd later aan andere geslachten toegekend, zoals Typhlops en Argyrophis.
De soortaanduiding vermicularis betekent vrij vertaald 'kleine worm'.

## Uiterlijke kenmerken
Deze slang lijkt sterk op een regenworm door het kleine roze en erg dunne lichaam zonder ogen of oren, maar wordt duidelijk een stuk langer. De schubben zijn erg klein en niet puntig en liggen in ringachtige structuren en versterken de gelijkenis doordat ze op segmenten lijken. Ook de kop en staart lijken op elkaar en verreweg de meeste exemplaren zijn egaal roze met een iets lichtere buik. De lengte is maximaal 35 centimeter maar in tegenstelling tot veel andere slangen ligt deze soort altijd opgerold.

## Levenswijze
De slanke wormslang leidt een gravend bestaan onder de grond. Zelfs de paring en ei-afzet vinden ondergronds plaats, al gebeurt het soms ook bovengronds. De mannetjes kronkelen zich tijdens de paring om het vrouwtje heen. De vrouwtjes zetten eieren af in de bodem.
Op het menu staan voornamelijk mieren en poppen van mieren. Hierdoor is deze soort erg lastig te vinden buiten het voorjaar (dan is slang vrij gemakkelijk waar te nemen door bijvoorbeeld half in de grond gelegen stenen op te tillen). Door zijn speciale dieet is deze slang niet makkelijk in gevangenschap te houden, daarom is er niet veel bekend over de levenswijze. Deze slang is geheel ongevaarlijk en heeft geen gifklieren; de bek kan zelfs niet goed geopend worden.

## Verspreiding en habitat
De slanke wormslang komt voor in delen van Europa en het Midden-Oosten en leeft in de landen Montenegro, Albanië, Servië, Noord-Macedonië, Bulgarije, Griekenland, Turkije, Cyprus, Rusland, Armenië, Azerbeidzjan, Georgië, Turkmenistan, Tadzjikistan, Oezbekistan, Iran, Afghanistan, mogelijk in Irak, Egypte en Pakistan. De habitat bestaat uit gematigde bossen en verschillende typen scrublands en graslanden. Ook in door de mens aangepaste streken zoals akkers, plantages, weilanden, landelijke tuinen en stedelijke gebieden kan de slang worden gevonden. De soort is aangetroffen van zeeniveau tot op een hoogte van ongeveer 1700 meter boven zeeniveau.

## Beschermingsstatus
Door de internationale natuurbeschermingsorganisatie IUCN is de beschermingsstatus 'veilig' toegewezen (Least Concern of LC).